# Bartomeu Calafat Marcús
Bartomeu Calafat Marcús, Tolo Calafat (Palma, 14 de setembre de 1970 - Annapurna, 28 d'abril de 2010) fou un alpinista mallorquí. Fou el primer balear, juntament amb Juan Antonio Olivieri i Tolo Quetglas, en coronar l'Everest el 18 de maig de 2006. L'expedició, anomenada "Mallorca a dalt de tot", havia fet un primer intent de coronar el cim més alt del planeta l'any anterior, sense èxit. No obstant, abans d'atacar l'Everest, Calafat ja havia coronat altres vuit mils, com el Cho Oyu (també amb Juan Antonio Olivieri, 2004), el Broad Peak i el Shisha Pangma.
Calafat morí durant el descens de l'Annapurna, el 28 d'abril de 2010, en una situació similar a l'esdevinguda dos anys abans a l'alpinista navarrès Iñaki Otxoa de Olza.

## Expedició a l'Annapurna i defunció

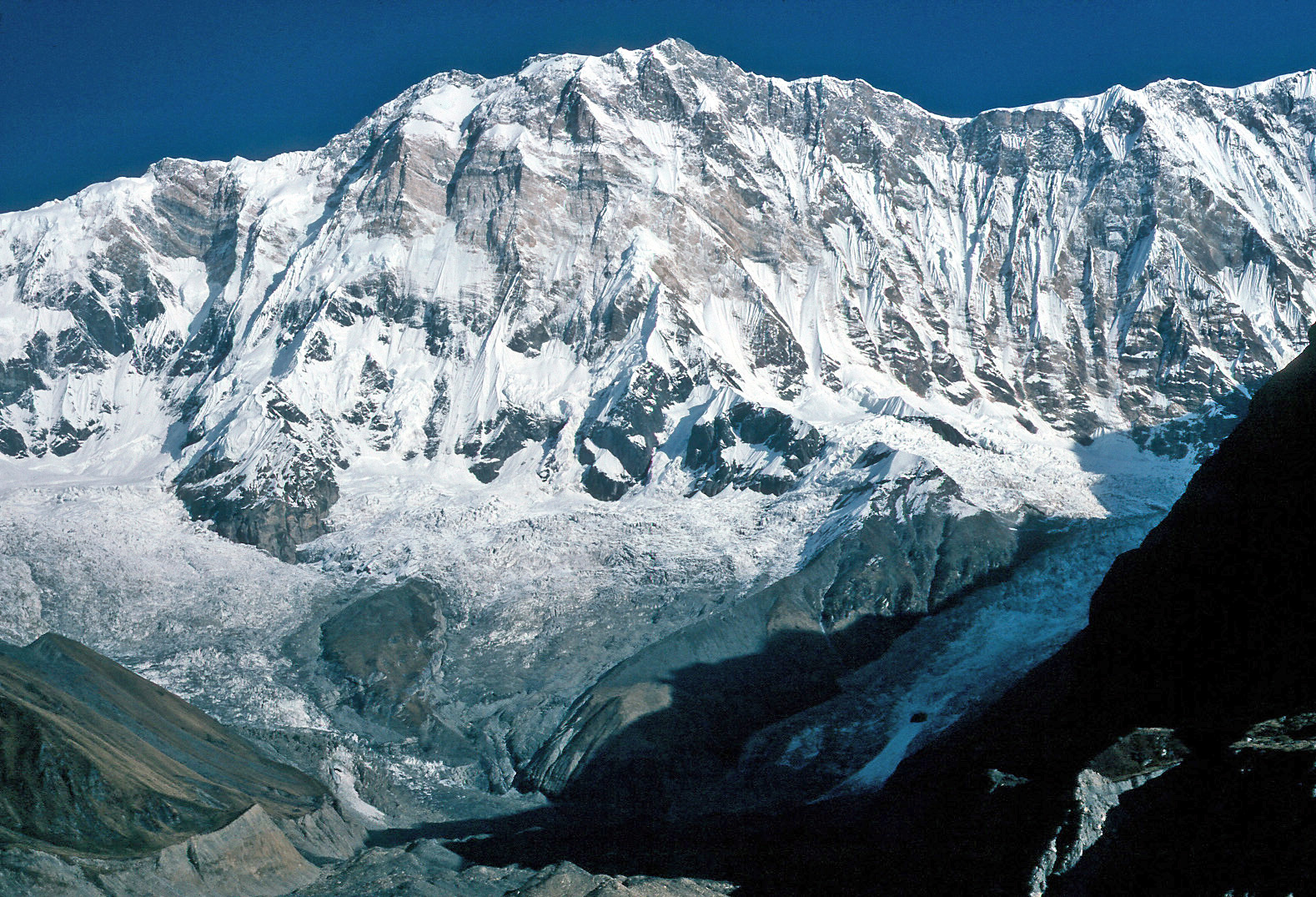
Annapurna I

El 28 d'abril de 2010, diverses expedicions atacaren el cim de l'Annapurna. Entre elles es trobaven les expedicions d'Oh Eun-Sun, l'alpinista coreana en plena cursa per proclamar-se la primera dona que corona els 14 vuit mils del planeta, una expedició internacional amb la presència destacada de l'alpinista romanès Horia Colibășanu i una expedició formada per Carlos Pauner, Juanito Oiarzabal, Martín Ramos, Jorge Egocheaga i Tolo Calafat. El grup de Calafat va fer cim, però uns 400 metres després d'haver iniciat el descens, Calafat presentà símptomes d'haver patit un edema cerebral i es mostrava incapaç d'arribar al darrer camps d'alçada (camp 4, a uns 7200 metres), mentre la resta de companys hi arribaren després d'un descens esgotador acompanyat de condicions meteorològiques adverses.
Calafat i Dawa, un xerpa que l'acompanyava, passaren la nit a la intempèrie, a uns 7.600 metres d'altitud, mentre des del camp base s'iniciaven les gestions per dur a terme un rescat amb helicòpter, que resultà infructuós al primer intent. Pauner, Oiarzabal i Colibasanu s'esperaven al camp 4 per si era necessari reprendre el camí al cim per trobar Calafat i el xerpa, mentre Sonam, un segon xerpa, ja havia iniciat el camí des del camp 4 amb provisions i material perquè l'alpinista balear i el xerpa no passessin una segona nit al ras. Això no obstant, Pauner i Oiarzabal no estaven en condicions d'intentar rescatar Calafat, així que iniciaren el camí de descens, deixant Colibasanu al camp 4, llest per socórrer Calafat en el cas que la cerca amb l'helicòpter, prevista per a l'endemà, resultés infructuosa. Per la seva banda, un cop Jorge Egocheaga i Martín Ramos arribaren al camp base, s'afegiren els preparatius per participar de l'operació de rescat.
El xerpa Dawa va iniciar el descens des del vivac on havia passat la nit amb Calafat per demanar ajuda, mentre Sonam invertí infructuosament onze hores a trobar l'alpinista mallorquí. El mal temps va impedir l'enlairament de l'helicòpter, i Calafat s'enfrontava, aquest cop sol, a una segona nit al ras, que ja no va superar. L'endemà, el seu cos fou vist cobert per la neu des de l'helicòpter de rescat, que sí que pogué enlairar-se i realitzar l'operació de rescat d'Oiarzabal, Pauner i Colibanasu, duta a terme per Jorge Egocheaga. Aquest rescat fou, en aquell moment, l'evacuació realitzada a més alçada mai realitzada per un helicòpter. Per la seva part, els xerpes Dawa i Sonam, encara a la muntanya, renunciaren a ésser rescatats i optaren per completar el descens a peu per tal de conservar el material de què disposaven.
Un cop al camp base, Oiarzabal manifestà el seu disgust vers l'actitud de l'expedició liderada per Miss Oh, ja que ni els alpinistes del grup ni els seus xerpes s'implicaren activament en el rescat de Calafat.